# Dennick Luke
Dennick Luke (* 28. Januar 2001 in Portsmouth) ist ein dominicanischer Leichtathlet, der sich auf den Mittelstreckenlauf spezialisiert hat. Aktuell ist er Inhaber des Landesrekordes im 800-Meter-Lauf.

## Sportliche Laufbahn
Erste internationale Erfahrungen sammelte Dennick Luke bei den CARIFTA Games 2019 in George Town, bei denen er in 4:19,26 min den siebten Platz im 1500-Meter-Lauf belegte und über 800 Meter mit 2:00,08 min den Finaleinzug verpasste. Anschließend kam er bei den U20-Panamerikameisterschaften in San José über 800 Meter nicht ins Ziel. 2021 nahm er dank einer Wildcard im 800-Meter-Lauf an den Olympischen Sommerspielen in Tokio teil und schied dort mit 1:54,30 min in der ersten Runde aus. Zudem war er dort bei der Eröffnungsfeier der Spiele gemeinsam mit der Dreispringerin Thea LaFond Fahnenträger seiner Nation. Anschließend belegte er bei den erstmals ausgetragenen Panamerikanischen Juniorenspielen in Cali in 1:50,79 min den fünften Platz über 800 Meter. Im Jahr darauf wurde er bei den Commonwealth Games in Birmingham in der ersten Runde disqualifiziert. 2023 verpasste er bei den Zentralamerika- und Karibikspielen (CAC) in San Salvador mit 1:49,46 min den Finaleinzug über 800 Meter und anschließend gewann er bei den U23-NACAC-Meisterschaften in San José in 1:47,62 min die Bronzemedaille hinter dem Vincenter Handal Roban und Sean Dolan aus den Vereinigten Staaten. Im November kam er dann bei den Panamerikanischen Spielen in Santiago de Chile mit 1:50,17 min nicht über den Vorlauf hinaus. Im Jahr darauf nahm er erneut an den Olympischen Sommerspielen in Paris teil und schied dort mit neuem Landesrekord von 1:46,81 min in der Hoffnungsrunde aus.

## Persönliche Bestleistungen
- 400 Meter: 46,25 s, 8. Juni 2024 in Kingston
- 800 Meter: 1:46,81 min, 8. August 2024 in Paris (dominicanischer Rekord)